# Chalybion gredleri
Chalybion gredleri är en biart som först beskrevs av Franz Friedrich Kohl 1918.
Chalybion gredleri ingår i släktet Chalybion och familjen grävsteklar. Inga underarter finns listade i Catalogue of Life.